# Oana Georgeta Simion
Oana Georgeta Simion (* 8. März 1996 in Piatra Neamț) ist eine rumänische Tennisspielerin.

## Karriere
Simion gewann bisher zehn Einzel- und 35 Doppeltitel auf der ITF Women’s World Tennis Tour.
In der 2. Tennis-Bundesliga spielte sie 2017 für den TC Olympia Lorsch und 2019 für den TC Grün-Weiss Luitpoldpark München.

## Turniersiege

### Einzel
| Nr. | Datum             | Turnier         | Kategorie   | Belag | Finalgegnerin             | Ergebnis      |
| --- | ----------------- | --------------- | ----------- | ----- | ------------------------- | ------------- |
| 1.  | 13. Juli 2014     | Iași            | ITF $10.000 | Sand  | Cristina-Madalina Stancu  | 6:2, 6:1      |
| 2.  | 13. November 2016 | Casablanca      | ITF $10.000 | Sand  | Daiana Negreanu           | 6:3, 6:1      |
| 3.  | 22. Januar 2017   | Kairo           | ITF $15.000 | Sand  | Cristina Ene              | 6:4, 6:3      |
| 4.  | 19. November 2017 | Agadir          | ITF $15.000 | Sand  | Cristina Adamescu         | 6:4, 6:1      |
| 5.  | 25. Februar 2018  | Antalya         | ITF $15.000 | Sand  | Ilona Georgiana Ghioroaie | 2:6, 6:2, 7:5 |
| 6.  | 8. September 2019 | Curtea de Argeș | ITF $15.000 | Sand  | Aneta Kladivová           | 6:3, 6:2      |
| 7.  | 13. Oktober 2019  | Telawi          | ITF $15.000 | Sand  | Anna Sisková              | 6:2, 6:3      |
| 8.  | 8. Dezember 2019  | Kairo           | ITF $15.000 | Sand  | Julyette Steur            | 3:6, 6:2, 6:1 |
| 9.  | 15. Dezember 2019 | Kairo           | ITF $15.000 | Sand  | Julyette Steur            | 6:2, 6:1      |
| 10. | 11. August 2025   | Bukarest        | ITF W15     | Sand  | Stefania Bojica           | 6:3, 6:4      |

### Doppel
| Nr. | Datum             | Turnier                  | Kategorie   | Belag        | Partnerin                 | Finalgegnerinnen                              | Ergebnis          |
| --- | ----------------- | ------------------------ | ----------- | ------------ | ------------------------- | --------------------------------------------- | ----------------- |
| 1.  | 31. Mai 2014      | Sibiu                    | ITF $10.000 | Sand         | Camelia-Elena Hristea     | Raluca Șerban Vendula Zovincova               | 7:62, 6:1         |
| 2.  | 6. September 2014 | Galați                   | ITF $10.000 | Sand         | Agnes Szatmari            | Diana Enache Arabela Fernández Rabener        | 4:6, 6:4, [10:8]  |
| 3.  | 3. November 2014  | Iraklio                  | ITF $10.000 | Hartplatz    | Raluca Șerban             | Natalija Kostić Nevena Selaković              | 6:4, 6:2          |
| 4.  | 21. März 2015     | Gonesse                  | ITF $10.000 | Sand (Halle) | Ágnes Bukta               | Elizaweta Jantschuk Olha Jantschuk            | 6:4, 3:6, [10:6]  |
| 5.  | 11. April 2015    | Pula                     | ITF $10.000 | Sand         | Irina Bara                | Margot Yerolymos Kimberley Zimmermann         | 7:5, 6:4          |
| 6.  | 5. Juni 2015      | Galați                   | ITF $10.000 | Sand         | Gabriela Talabă           | Daniela Ciobanu Camelia Elena Hristea         | 4:6, 7:5, [10:8]  |
| 7.  | 11. Juli 2015     | Iași                     | ITF $10.000 | Sand         | Ioana Loredana Roșca      | Maryna Kolb Nadija Kolb                       | 6:3, 7:5          |
| 8.  | 13. Februar 2016  | Scharm asch-Schaich      | ITF $10.000 | Hartplatz    | Britt Geukens             | Nora Niedmers Julia Wachaczyk                 | 2:6, 6:3, [10:7]  |
| 9.  | 27. Februar 2016  | Scharm asch-Schaich      | ITF $10.000 | Hartplatz    | Elena-Teodora Cadar       | Jacqueline Cabaj Awad Veronika Kapshay        | 6:3, 6:2          |
| 10. | 1. Juli 2016      | Focșani                  | ITF $10.000 | Sand         | Gabriela Talabă           | Daniela Ciobanu Kassandra Davesne             | 5:7, 6:1, [10:6]  |
| 11. | 19. August 2016   | Galați                   | ITF $10.000 | Sand         | Gabriela Talabă           | Karola Patricia Bejenaru Georgia Crăciun      | 5:7, 6:4, [10:3]  |
| 12. | 5. November 2016  | Casablanca               | ITF $10.000 | Sand         | Daiana Negreanu           | Georgina García Pérez Julija Stamatowa        | 5:7, 7:5, [12:10] |
| 13. | 12. November 2016 | Casablanca               | ITF $10.000 | Sand         | Daiana Negreanu           | Fatma Al Nabhani Olga Parres Azcoitia         | 6:2, 6:1          |
| 14. | 19. März 2017     | Iraklio                  | ITF $15.000 | Sand         | Raluca Șerban             | Charlotte Robillard-Millette Carol Zhao       | 3:6, 7:62, [10:2] |
| 15. | 25. August 2017   | Bukarest                 | ITF $15.000 | Sand         | Gabriela Talabă           | Elena Bogdan Elena-Teodora Cadar              | 6:3, 0:6, [12:10] |
| 16. | 11. November 2017 | Beni Mellal              | ITF $15.000 | Sand         | Mariana Dražić            | Federica Arcidiacono Olga Parres Azcoitia     | 6:4, 6:2          |
| 17. | 10. Februar 2018  | Antalya                  | ITF $15.000 | Hartplatz    | Raluca Șerban             | Mana Ayukawa Nina Stadler                     | 6:2, 7:65         |
| 18. | 7. Juli 2018      | Focșani                  | ITF $15.000 | Sand         | Andreea Mitu              | Selma Stefania Cadar Anastassija Charitonowa  | 4:6, 6:2, [10:6]  |
| 19. | 29. Juli 2018     | Horb am Neckar           | ITF $25.000 | Sand         | Gabriela Talabă           | Jana Jablonovská Vivien Juhászová             | 6:3, 6:0          |
| 20. | 25. November 2018 | Antalya                  | ITF $15.000 | Hartplatz    | Georgia Crăciun           | Ioana Gașpar Andreea Prisăcariu               | 6:1, 6:3          |
| 21. | 9. Februar 2019   | Antalya                  | ITF $15.000 | Sand         | Cemre Anıl                | Maryna Tschernyschowa Vlada Ekshibarova       | 6:2, 6:4          |
| 22. | 12. Oktober 2019  | Telawi                   | ITF $15.000 | Sand         | Anna Sisková              | Yekaterina Dmitrichenko Anna Ureke            | 6:1, 6:0          |
| 23. | 19. Oktober 2019  | Telawi                   | ITF $15.000 | Sand         | Margarita Lasarewa        | Walerija Oljanowskaja Taissija Patschkalewa   | 6:4, 4:6, [10:8]  |
| 24. | 14. Dezember 2019 | Kairo                    | ITF W15     | Sand         | Marija Marfutina          | Nastja Kolar Anna Machorkina                  | 3:6, 6:0, [10:2]  |
| 25. | 31. Oktober 2020  | Pasardschik              | ITF W15     | Sand         | Oana Gavrilă              | Katerina Dimitrowa Isabelle Kouzmanov         | 6:71, 6:4, [10:4] |
| 26. | 27. Februar 2021  | Antalya                  | ITF W15     | Sand         | Mariana Drazic            | Jéssica Bouzas Maneiro Lexie Stevens          | 4:&, 6:3, [12:10] |
| 27. | 22. Mai 2021      | Platja d’Aro             | ITF W25     | Sand         | Justina Mikulskytė        | Alexandra Eala Oxana Selechmetjewa            | 6:3, 7:5          |
| 28. | 18. Juni 2021     | Jönköping                | ITF W25     | Sand         | Cristiana Ferrando        | Carole Monnet Jacqueline Cabaj Awad           | 7:5, 6:4          |
| 29. | 22. Januar 2022   | Kairo                    | ITF W15     | Sand         | Anna Ureke                | Marija Tkatschowa Anastassija Solotarjowa     | 6:3, 7:64         |
| 30. | 13. August 2022   | Brasov                   | ITF W25     | Sand         | Ilona Georgiana Ghioroaie | Cristina Dinu Andreea Amalia Roșca            | 7:5, 6:3          |
| 31. | 1. Oktober 2022   | Santa Margherita di Pula | ITF W25     | Sand         | Amina Anschba             | Angelica Moratelli Lisa Pigato                | 6:3, 6:1          |
| 32. | 19. August 2023   | Bistrita                 | ITF W25     | Sand         | Ilona Georgiana Ghioroaie | Linda Ševčíková İlay Yörük                    | 7:66, 6:2         |
| 33. | 9. Dezember 2023  | Valencia                 | ITF W15     | Sand         | Inês Murta                | Laura Böhner Ani Wangelowa                    | 7:60, 6:2         |
| 34. | 23. März 2024     | Sabadell                 | ITF W15     | Sand         | Joëlle Steur              | Yvonne Cavalle-Reimers Caijsa Wilda Hennemann | 2:6, 7:65, [10:7] |
| 35. | 29. März 2025     | Alaminos                 | ITF W15     | Sand         | Linda Ševčíková           | Vlada Ekshibarova Anastassija Firman          | 7:5, 6:3          |